# Zonitoschema miwai
Zonitoschema miwai es una especie de coleóptero de la familia Meloidae.